# ZNF843
ZNF843 (англ. Zinc finger protein 843) – білок, який кодується однойменним геном, розташованим у людей на короткому плечі 16-ї хромосоми. Довжина поліпептидного ланцюга білка становить 348 амінокислот, а молекулярна маса — 37 065.
| 10         |  | 20         |  | 30         |  | 40         |  | 50         |
| ---------- |  | ---------- |  | ---------- |  | ---------- |  | ---------- |
| MRSLPFALTV |  | ESVSARAPTC |  | CSTGRFTQGR |  | QPCKCKACGR |  | GFTQSASLLQ |
| HWRVHSDWRE |  | TLSLSPVRQD |  | LLWPLQPHQA |  | PASPLGRSHS |  | SAGVRQGFSG |
| QLCCWLTKEH |  | TLAEALRLSP |  | VPAGFWGPVE |  | ADRPPANSHR |  | RVCPFCCCSC |
| GDSVNEKTSL |  | SQRVLPHPGE |  | KTCRGGSVES |  | VSLAPSSVAP |  | DSTSGLRPCG |
| SPGSFLQHLP |  | PSTLLPRPPF |  | LYPGPPLSLQ |  | PLVPSGLPAV |  | PAVPLGGLEV |
| AQVPPATQPA |  | AQQEGAMGPR |  | SCASAGRDSR |  | EAVQAPGYPE |  | PARKASQHRA |
| AGPLGEARAR |  | LQRQCRAPPP |  | PSNPHWRGAL |  | PVFPVWKASS |  | RRSNLARH   |

A: Аланін

C: Цистеїн

D: Аспарагінова кислота

E: Глутамінова кислота

F: Фенілаланін

G: Гліцин

H: Гістидин

K: Лізин

L: Лейцин

M: Метіонін

N: Аспарагін

P: Пролін

Q: Глутамін

R: Аргінін

S: Серин

T: Треонін

V: Валін

W: Триптофан

Білок має сайт для зв'язування з іонами металів, іоном цинку. 